# Agustí Villaronga
Villaronga  Riutort est un nom espagnol. Le premier nom de famille, en général paternel, est Villaronga ; le second, en général maternel, souvent omis, est Riutort.
Agustí Villaronga Riutort est un réalisateur espagnol né le 4 mars 1953 à Palma de Majorque (Îles Baléares, Espagne) et mort le 22 janvier 2023 à Barcelone.

## Biographie
Agustí Villaronga est découvert par son premier film Prison de cristal (Tras el cristal). Son film  El niño de la luna est présenté en compétition à Cannes en 1989.
Lors de la 25e cérémonie des Goyas, il remporte les Prix Goya du meilleur film, du meilleur réalisateur et du meilleur scénario adapté pour son film Pain noir (Pa negre), le film étant récompensé de neuf prix au total,.

## Filmographie

### Longs métrages
- 1987 : Prison de cristal (Tras el cristal)
- 1989 : El niño de la luna
- 1997 : 99.9
- 2000 : El mar, adaptation du roman La Mer de Blai Bonet
- 2002 : Aro Tolbukhin: En la mente del asesino (es)
- 2010 : Pain noir (Pa negre)
- 2015 : El rey de La Habana
- 2015 : El testament de la Rosa (moyen-métrage documentaire)
- 2017 : Incerta glòria
- 2019 : Nacido rey
- 2021 : El ventre del mar
- 2023 : Loli Tormenta (es)

### Télévision
- 1995 : Le Passager clandestin
- 2007 : Después de la lluvia
- 2013 : Carta a Eva

### Courts métrages
- 1976 : Anta mujer
- 1980 : Laberint
- 1980 : Al mayurka

### Vidéo musicale
- 2005 : Fuck Them All pour l'artiste française Mylène Farmer, avec les sculptures de l'artiste suisse Martial Leiter[5].

## Distinctions
- Goyas 2011 : Prix Goya du meilleur réalisateur et le Prix Goya du meilleur scénario adapté pour Pa negre
- Fipa d'or 2013 : Meilleur scénario dans la catégorie Fictions pour Carta a Eva
- Médaille d'or du mérite des beaux-arts en 2021[6]